# Zwierzęta w islamie
Informacje dotyczące podejścia do zwierząt w islamie odnaleźć można Koranie oraz hadisach, a także w opowieściach o świętych muzułmańskich (zwłaszcza sufickich). Współcześni uczeni islamscy czasami także poruszają temat zwierząt.

## Koran
Koran zakazuje muzułmaninowi spożywania wieprzowiny, krwi, padliny, jak również mięsa zwierząt zabitych z okrucieństwem – ubodzeniem, upadkiem, uderzeniem – a także rozszarpanych przez dzikie zwierzęta.

Zakazane wam jest: padlina, krew i mięso świni;  to, co zostało poświęcone na ofiarę w imię czegoś innego niż Boga;  zwierzę zaduszone, zabite od uderzenia, zabite na skutek upadku, zabite  na skutek pobodzenia i to, które pożerał dziki zwierz – chyba że  zdołaliście je zabić według rytuału – i to, co zostało ofiarowane na  kamieniach. I nie wolno wam się dzielić, wróżąc za pomocą strzał, bo to  jest bezbożnością. Dzisiaj ci, którzy nie wierzą, są zrozpaczeni z  powodu waszej religii. Nie obawiajcie się ich, lecz obawiajcie się Mnie!
Dzisiaj  udoskonaliłem dla was waszą religię i obdarzyłem was w pełni Moją  dobrocią; wybrałem dla was islam jako religię. Kto jednak będzie  zmuszony w czasie głodu, nie będąc skłonnym dobrowolnie do grzechu...
– zaprawdę, Bóg  jest przebaczający, litościwy!

Dwie aje poruszają temat zwierząt – 24:41 i 6:38. Twierdzą, że wszystkie zwierzęta czczą Allaha, zostaną przez niego zgromadzone pod koniec świata oraz że tworzą społeczeństwa podobne do ludzkich.

Czy ty nie widziałeś, iż Boga wysławiają ci, co  są w niebiosach i na ziemi, i ptaki z rozpostartymi skrzydłami? Każdy  wie, jak się modlić i jak wysławiać Boga. Bóg wie dobrze, co oni czynią.

I nie ma zwierząt na ziemi ani ptaków  latających na skrzydłach, które by nie tworzyły społeczności podobnych  do waszych. Nie pominęliśmy w Księdze żadnej rzeczy! Potem zostaniecie  zebrani do waszego Pana!

pszczoła jest „muzułmaninem” jeżeli przestrzega praw, które Allah wyznaczył dla pszczół – podobnie jak człowiek jest muzułmaninem przez przestrzeganie prawa szariatu, które jest sposobem postępowania wyznaczonym przez Boga dla istot ludzkich.
W Koranie zwierzęta pojawiają się także w nazwach niektórych sur. Nazwa sury drugiej – Al-Bakarah – znaczy „krowa”. Sura szesnasta nosi nazwę „An-Nahl”, co oznacza „pszczoły”. Arabska nazwa sury dwudziestej siódmej to „An-Naml”, co w języku polskim oznacza „mrówki”, zaś tytuł dwudziestej dziewiątej sury („Al-‘Ankabūt”) to „pająk”. Nazwą sto piątej sury jest słowo „Al-Fil” oznaczające „słonia”.
Hadisy zabraniają znęcania się nad zwierzętami i jedzenia mięsa  zwierząt, które fizycznie lub psychicznie cierpiały podczas uboju.

## Hadisy i Sunna

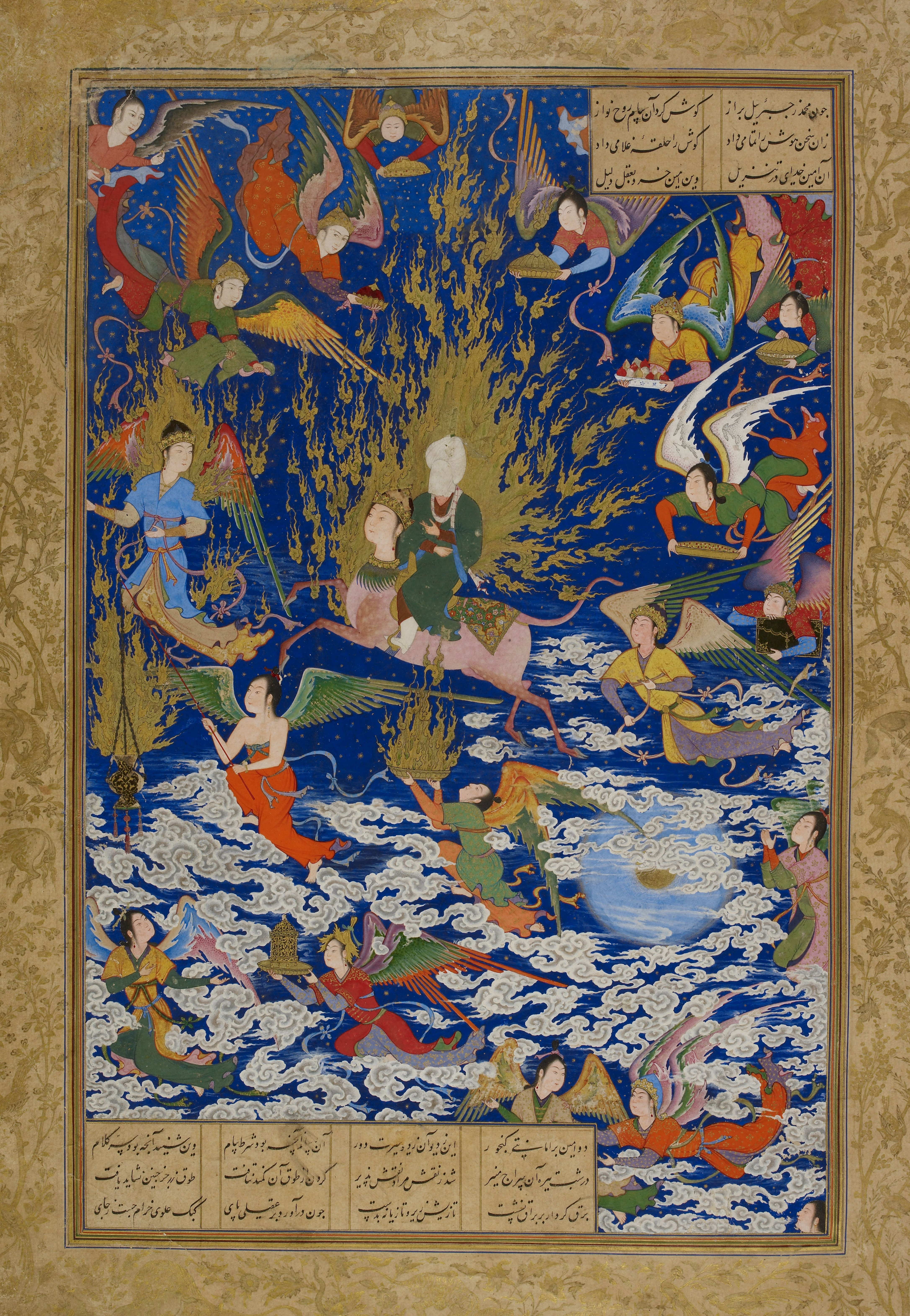
Szesnastowieczna perska miniatura przedstawiająca Mahometa na koniu Buraku podczas miradżu

### Psy
Stosunek Mahometa do niemal wszystkich zwierząt był bardzo życzliwy, co było rzadkością wśród Arabów w VII wieku. Kiedy w czasie wyprawy wojennej Mahomet spotkał sukę ze szczeniętami, zakazał swoim wojownikom przeszkadzania im  a nawet wysłał strażnika by dopilnować, że nakaz ten jest przestrzegany. Mimo to Mahomet generalnie nie przepadał za psami – stwierdził nawet, że Allah odejmuje "karat dobrych uczynków" dziennie każdemu, kto trzyma psa bez potrzeby. Inny hadis wspomina jednak o tym, że Mahomet powiedział kiedyś prostytutce, że wszystkie jej grzechy zostały jej darowane w nagrodę za napojenie spragnionego psa.
Nazwanie kogoś „psem” (arab. ‏كلب‎, kalbun) jest uznawane w świecie islamu za jedną z największych obelg. Muzułmanie wierzą także, że aniołowie nie wchodzą do domu, w którym są psy albo rzeźby.
Psia ślina oraz inne wydzieliny uważane są za nieczystość (arab. نجس, nadżasah), z której należy się oczyścić (dokonać małej ablucji, wudu).

### Zwierzęta nazwane
Ulubionym zwierzęciem Proroka był kot imieniem Muezza. Prorok powiedział kiedyś, że jeśli Muezza śpi w rękawie jego szaty, wolałby uciąć rękaw niż obudzić kota wstając na modlitwę. W hadisach pojawia się również koń Burak, na którym Mahomet odbywa miradż – oraz wielbłądzica Kaswa.